# Jorge Ruiz Cabestany
Jorge Ruiz Cabestany (San Sebastián, 22 novembre 1956) è un ex ciclista su strada spagnolo.
Professionista dal 1980 al 1982, nella sua breve carriera ottenne due successi. Anche suo fratello minore Pello Ruiz Cabestany è stato un ciclista professionista.

## Palmares
- 1980 (Flavia-Gios, una vittoria)

2ª tappa, 1ª semitappa Vuelta a Cantabria (Castro Urdiales > Espinosa de los Monteros)
- 1981 (Teka, una vittoria)

Gran Premio de Llodio

## Piazzamenti

### Grandi Giri
- Tour de France

1981: 118º
- Vuelta a España

1980: 40º